# Voie verte du chemin de halage de la Mayenne
La Voie verte du chemin de halage de la Mayenne est un aménagement cyclable de type voie verte réalisé sur le chemin de halage qui longe la rivière Mayenne.

## Situation et accès
Ce chemin s'étend sur 131 km, entre les communes de Mayenne, au nord du département de la Mayenne, et Angers dans le département de Maine-et-Loire, tantôt sur la rive droite de la rivière, tantôt sur la rive gauche.
Ce chemin permet de parcourir 85 km dans le département de la Mayenne, et 46 km dans le département de Maine-et-Loire. En l'empruntant (à pied ou à vélo), on peut notamment admirer les rivages verdoyants et vallonnés de la rivière, les multiples écluses aménagées tout au long et quelques espèces animales protégées (des oiseaux, notamment).
Dans sa partie nord, ce chemin est géré par le département de la Mayenne, qui a entrepris de nombreux travaux de mise en valeur : aménagement des sentiers, réhabilitation des écluses, des barrages et des haltes fluviales, mise en place de panneaux de signalisation et d'information. C'est aujourd'hui une des principales attractions touristiques du département de la Mayenne.
En conservant les écluses, le département de la Mayenne y a aménagé des microcentrales hydroélectriques. Le département loue les maisons éclusières à des professionnels, qui y installent des activités artisanales ou artistiques.
Cette voie verte est considérée comme l'une des plus belles de France,,,. Elle est un tronçon de la Vélo Francette, l'itinéraire cyclable qui relie Ouistreham à La Rochelle,.